# Joel Rodríguez Satorres
Joel Rodríguez Satorres (Algemesí, Valencia, 25 de septiembre de 1998), deportivamente conocido como Joel Rodríguez, es un futbolista profesional español que actualmente juega como delantero en el Águilas Fútbol Club de la Segunda División RFEF.

## Trayectoria
Es un delantero formado en las categorías inferiores del Valencia CF, Racing Algemesí, UD Alzira y Silla CF, hasta que en edad juvenil se incorpora al Levante UD.
En la temporada 2016-17, debutó con el Atlético Levante UD en la Segunda División B de España. En su primera temporada con el filial levantinista, jugaría 16 partidos no pudiendo evitar el descenso de categoría.
Tras una temporada con el Atlético Levante UD en Tercera División de España, lograría el ascenso a la Segunda División B de España, donde disputa 10 partidos en los que anota dos goles en la temporada 2018-19.
El 26 de julio de 2019, firma con la UD Sanse del Grupo I de la Segunda División B de España, donde disputa 24 partidos de liga en los que anota 4 goles y dos partidos de Copa del Rey en la temporada 2019-20.
El 16 de septiembre de 2020, firma un contrato por dos temporadas con el CA Osasuna Promesas de la Segunda División B de España. En la temporada 2020-21, disputa 22 partidos en los que anota 5 goles y en la temporada 2021-22, disputa 32 partidos en los que marca 13 goles en la Segunda Federación.
El 18 de julio de 2022, firma por el FC Inter Turku de la Veikkausliiga.
El 12 de enero de 2023, firma por la Unión Deportiva Alzira de la Segunda División RFEF, contribuyendo con 7 goles en 16 partidos a la permanencia de los valencianos en la cuarta categoría del fútbol español.
En la temporada 2023-24, firma por el CD Tudelano de la Segunda División RFEF.
El 11 de junio de 2024, firma por el Águilas Fútbol Club de la Segunda División RFEF.

### Selección nacional
Joel ha sido internacional con la selección española en las categorías sub-19 y sub-20, anotando tres goles en siete partidos.

## Clubes
| Club                   | País      | Años              |
| ---------------------- | --------- | ----------------- |
| Atlético Levante UD    | España    | 2017 - 2019       |
| UD Sanse               | España    | 2019 - 2020       |
| CA Osasuna Promesas    | España    | 2020 - 2022       |
| FC Inter Turku         | Finlandia | 2022              |
| Unión Deportiva Alzira | España    | 2023              |
| CD Tudelano            | España    | 2023 - 2024       |
| Águilas Fútbol Club    | España    | 2024 - Actualidad |